# Lanius validirostris
Lanius validirostris là một loài chim trong họ Laniidae.